# SZTE Fogorvostudományi Kar
A Szegedi Tudományegyetem Fogorvostudományi Kar (rövid neve: SZTE FOK) a 12 karból álló egyetem egyik egysége. 2007-ben vált önálló karrá, korábban az Orvostudományi Kar keretein belül működött.

## Története
A kar jogelődje 1924-ben létesült az akkori Egyetemi Sebészeti Klinika Fogászati és Szájsebészeti Szakrendelése formájában, az Egyetemi Rendelőintézet keretében. A fogászati szakorvosképzés 1926-ban kezdődött el, amikor önálló egyetemi intézetként folytatta tovább a működését. Az intézmény munkatársai az oktatási, kutatási tevékenységgel párhuzamosan részt vesznek a klinikai betegellátásban is, a szegedi Fogászati és Szájsebészeti Klinika keretein belül.

### Neves személyiségek
Tóth Károly professzor, a szegedi fogorvosképzés meghatározó alakja, az SZTE egykori rektora.

## Tanszékek
- Fogszabályozási és Gyermekfogászati Tanszék
- Konzerváló és Esztétikai Fogászati Tanszék
- Parodontológiai Tanszék
- Szájsebészeti Tanszék
- Fogpótlástani Tanszék
- Orálbiológiai és Kísérletes Fogorvostudományi Tanszék